# Homona
Homona is een geslacht van vlinders uit de familie van de bladrollers (Tortricidae). De wetenschappelijke naam van het geslacht is voor het eerst geldig gepubliceerd in 1863 door Francis Walker.
De typesoort is: Homona fasciculana Walker, 1863 = Tortrix coffearia Nietner, 1861

## Soorten
- H. aestivana (Walker, 1866)
- H. amphigona Meyrick, 1936
- H. anopta Diakonoff, 1983
- H. antitona (Meyrick, 1927)
- H. apiletica Meyrick, 1934
- H. bakeri Diakonoff, 1967
- H. baolocana
- H. bicornis Diakonoff, 1967
- H. bifurcata
- H. biscutata Meyrick, 1931
- H. blaiki
- H. brachysema Diakonoff, 1983
- H. cerioschema Meyrick, 1934
- H. coffearia (Nietner, 1861)
- H. consobrina Busck, 1914
- H. cyanombra Meyrick, 1935
- H. despotis Diakonoff, 1983
- H. difficilis (Meyrick, 1928)
- H. ecprepes Turner, 1945
- H. eductana
- H. encausta (Meyrick, 1907)
- H. exsectana (Zeller, 1877)
- H. fatalis Meyrick, 1936
- H. fistulata Meyrick, 1910
- H. hilaomorpha Turner, 1926
- H. hylaeana Ghesquière, 1940
- H. intermedia Diakonoff, 1948
- H. issikii Yasuda, 1962
- H. magnanima Diakonoff, 1948
- H. mediana (Walker, 1863)
- H. mermerodes Meyrick, 1910
- H. myriosema Meyrick, 1936
- H. nakaoi Yasuda, 1969
- H. notoplaga Turner, 1945
- H. nubiferana (Walker, 1866)
- H. obtusuncus Razowski, 2013
- H. paraplesia Obraztsov
- H. parvanima

- H. phanaea Meyrick, 1910
- H. pharangitis Meyrick, 1910
- H. picrostacta Meyrick, 1921
- H. plumicornis (Rothschild, 1916)
- H. polyarcha Meyrick, 1924
- H. polystriana
- H. privigena Razowski, 2013
- H. ruptimacula (Dognin, 1904)
- H. saclava (Mabille, 1900)
- H. salaconis (Meyrick, 1912)
- H. scutina Diakonoff, 1948
- H. sebasta Walsingham, 1913
- H. secura
- H. simana (Meyrick, 1881)
- H. spargotis Meyrick, 1910
- H. superbana Kuznetsov, 1992
- H. tabescens
- H. trachyptera Diakonoff, 1941
- H. umbrigera Diakonoff, 1952
- H. wetan